# Janob Darfur
La wilaya o estat de Darfur del Sud o de Darfur Meridional o de Janob Darfur —àrab: جنوب دارفور, Janūb Dārfūr— és una wilaya o estat del Sudan, amb una superfície de 127.300 km² i una població de 4.093.594 habitants. La capital és Nyala. Fou creat el 14 de febrer de 1994.
Per a la seva història, vegeu Darfur.

## Governadors
- 1994 - 1997 Babikir Jabir Kabalo
- 1997 - 2000 Adam Yusuf
- 2000 - 2001 Heraika Izz-Eddin
- 2001 - 2003 Salah Ali al-Ghali
- 2003 - 2004 Adam Hamid Mussa
- 2004 - 2007 Al Haj Atta al Mannan Idris
- 2007 - 2010 Ali Mahmoud Mohammed
- 22 de gener a 3 de maig de 2010 Omer Abdel Jabar (interí)
- 2010 - Abdul Hamid Mussa Kasha